# Abrasión corneal
La abrasión corneal es un rasguño o rayadura en la superficie de la córnea del ojo. Los síntomas incluyen dolor, enrojecimiento, sensibilidad a la luz y una sensación de cuerpo extraño en el ojo. La mayoría de las personas se recuperan completamente en tres días.
Aunque la mayoría de los casos se deben a un trauma menor en el ojo, como el que puede ocurrir con el uso de lentes de contacto o con las uñas. Alrededor del 25% de los casos ocurren en el trabajo. El diagnóstico suele ser por examen con lámpara de hendidura después de aplicar el tinte con fluoresceína (de color anaranjado). Se deben descartar lesiones más importantes como una úlcera corneal, rotura de globo, síndrome de erosión recurrente y un cuerpo extraño dentro del ojo.
La prevención incluye el uso de protección ocular. El tratamiento es típicamente con ungüento antibiótico. En aquellos que usan lentes de contacto, a menudo se recomienda un antibiótico de la familia de las fluoroquinolonas. El paracetamol, los AINEs y las gotas oculares, como el ciclopentolato, que paralizan la pupila pueden ayudar a aliviar el dolor. La evidencia no apoya la utilidad del parche en el ojo para aquellos con abrasiones simples.
Alrededor de 3 por cada 1.000 personas se ven afectadas por año en los Estados Unidos. Los hombres se ven más afectados que las mujeres. El grupo de edad más usualmente afectado ronda entre los 20 y 30 años. Las complicaciones pueden incluir queratitis bacteriana, úlcera corneal e iritis. Las complicaciones pueden ocurrir en hasta el 8% de las personas.

## Signos y síntomas
Los signos y síntomas de la abrasión de la córnea incluyen dolor, problemas con las luces brillantes, sensación de cuerpo extraño, estrabismo y producción refleja de lágrimas. Los signos incluyen defectos epiteliales y edema, y con frecuencia enrojecimiento del ojo. La visión puede ser borrosa, tanto por la inflamación de la córnea como por el exceso de lágrimas. También puede haber una acumulación de costras por exceso de lágrimas. 

### Complicaciones
Las complicaciones son la excepción y no la regla de las abrasiones de la córnea simples. Es importante que se identifique y se elimine cualquier cuerpo extraño, especialmente si contiene hierro ya que producirá oxidación. 
Ocasionalmente, el epitelio curado puede quedar poco adherido a la membrana basal subyacente en cuyo caso puede desprenderse a intervalos que dan lugar a erosiones de la córnea recurrentes.

## Causas
Las abrasiones corneales generalmente son el resultado de un traumatismo en la superficie del ojo. Algunas de las causas más usuales son traumatismos por ramas o hojas y el uso de lentes de contacto en mal estado. Un cuerpo extraño en el ojo también puede causar un rasguño si se frota el ojo. 
Las lesiones también pueden ser ocasionadas por lentes de contacto duras o blandas se han dejado demasiado tiempo. El daño puede producirse cuando se retiran los lentes, más que cuando todavía está en contacto con el ojo. Además, si la córnea se seca excesivamente, puede volverse más frágil y dañarse fácilmente por el movimiento a través de la superficie. El uso de lentes de contacto suaves durante la noche se ha relacionado ampliamente con la queratitis producida por gérmenes gram negativos, en particular por una bacteria conocida como Pseudomonas aeruginosa, que se forma en la biopelícula del ojo como resultado del desgaste prolongado de los lentes de contacto blandos. Cuando se produce una abrasión corneal ya sea por el propio lente de contacto o por otra fuente, la córnea lesionada es mucho más susceptible a este tipo de infección bacteriana de lo que lo sería en un usuario de lentes no de contacto. Esta es una emergencia óptica ya que amenaza la vista (en algunos casos el ojo). Las personas que usan lentes de contacto que presentan abrasiones de la córnea nunca deben ser parcheadas a presión porque, a través de estudios clínicos, se ha demostrado que la aplicación de parches crea un ambiente oscuro y cálido que puede causar que la córnea se infecte o que una infección existente se acelere pudiendo llegar a ser destructiva. 
Las abrasiones corneales también son comunes y recurrente en personas que sufren tipos específicos de distrofia corneal, como la distrofia corneal reticular. La distrofia reticular recibe su nombre de una acumulación de depósitos de amiloide, o fibras de proteínas anormales, en todo el estroma medio y anterior. Durante un examen ocular, el médico ve estos depósitos en el estroma como puntos transparentes superpuestos en forma de coma y filamentos ramificados, creando un efecto de celosía. Con el tiempo, estas líneas reticulares se volverán opacas e involucrarán más estroma. También convergerán gradualmente, dando a la córnea una nubosidad que también puede reducir la visión. En algunas personas, estas fibras anormales de proteínas pueden acumularse debajo de la capa externa de la córnea, el epitelio. Esto puede causar la erosión del epitelio. Esta condición se conoce como erosión epitelial recurrente. Estas erosiones: (1) Alteran la curvatura normal de la córnea, lo que resulta en problemas de visión temporales; y (2) Exponen los nervios que recubren la córnea, causando dolor severo. Incluso el acto involuntario de parpadear puede ser doloroso.

## Diagnóstico
Si bien se pueden observar abrasiones corneales mediante el uso del oftalmoscopio, la lámpara de hendidura proporcionan un aumento mayor, lo que hace posible una evaluación más completa. Antes de observar la cónea, puede instilarse una gota de fluoresceína que rellena el defecto corneal y brilla con una luz azul cobalto. 
Se debe realizar una búsqueda cuidadosa de cualquier cuerpo extraño, en particular mirando debajo de los párpados. Las lesiones provocadas por el uso de martillos o herramientas eléctricas siempre deben plantear la posibilidad de que penetre en el ojo un cuerpo extraño. Por ello en estas situaciones debe consultarse con un profesional sanitario para que evalue la situación.

## Tratamiento
El tratamiento de las abrasiones de la córnea tiene como objetivo prevenir la sobreinfección bacteriana, acelerar la curación y proporcionar alivio de los síntomas. Si se encuentra un cuerpo extraño, debe ser extraído. 

### Cuerpo extraño
- Posicionamiento: la persona se coloca en una posición cómoda con el ojo afectado más cerca del médico. Se pueden usar lupas si están disponibles y el ojo puede iluminarse con una luz médica o, alternativamente, con un oftalmoscopio sostenido en la mano no dominante. Luego se le pide a la persona que se enfoque en un punto particular en el techo para que el cuerpo extraño se asiente lo más centralmente posible entre los párpados. Esto apoya un procedimiento más estéril manteniendo las pestañas lo más lejos posible y reduce la posibilidad de provocar un reflejo de parpadeo. Si es necesario, los párpados se pueden mantener abiertos utilizando un espéculo de párpado, las yemas de los dedos del examinador, un pedazo de algodón o un asistente.
- Anestésico y dilatador de la pupila: el anestésico local se instila en ambos ojos para reducir el blefaroespasmo. La oxibuprocaína tópica 0.4% es la opción preferida ya que tiene un inicio de acción de 20 segundos y una vida media de 20 minutos. Una gota de dilatador de la pupila tópica, como el ciclopentolato al 1%, si está disponible, puede ser útil para reducir el espasmo ciliar después de la extracción del cuerpo extraño. La atropina generalmente se evita debido a sus efectos midriáticos de larga duración.
- Técnicas de extracción: Existen principalmente dos tipos de técnicas, cuya elección dependerá de la naturaleza del cuerpo extraño. La primera técnica es la extracción con un hisopo, que está indicada en cuerpos extraños superficiales sin reacción corneal circundante, y la segunda es la extracción con una aguja hipodérmica o una cuchilla nº 15 con la que se puede extraer el cuerpo extraño completo y cualquier anillo de óxido circundante.
- La irrigación de la superficie ocular y de los fórnices superior e inferior se puede realizar después del procedimiento para lavar cualquier material residual del cuerpo extraño. Una ampolla de 10 ml de solución salina estéril suele ser suficiente.

### Medicamentos
Las recomendaciones actuales enfatizan la necesidad de usar analgesia tópica y/u oral, y antibióticos tópicos. Una revisión ha encontrado que las gotas oculares para adormecer la superficie del ojo como la tetracaína mejoran el dolor; Sin embargo, su seguridad no está clara. Otra revisión no encontró evidencia de beneficio y concluyó que no había datos suficientes sobre seguridad. Los fármacos antiinflamatorios no esteroides (AINEs) tópicos son útiles para reducir el dolor causado por las abrasiones corneales. El diclofenaco y el ketorolaco son los más utilizados, una gota cuatro veces al día. Cabe señalar, sin embargo, que el diclofenaco puede retrasar la cicatrización de la herida y el ketorolaco debe evitarse en personas que usan lentes de contacto. Algunos estudios no recomiendan el uso de AINEs tópicos debido al riesgo de toxicidad corneal. No hay evidencia directa sobre el uso de analgésicos orales, pero debido a que el alivio del dolor es la principal preocupación para las personas con abrasiones corneales, éstas se prescriben de acuerdo con las características de cada individuo. 
Los antibióticos tópicos se usan para prevenir infecciones concomitantes, las que resultan en una curación más lenta de las abrasiones de la córnea. Los ungüentos se consideran el tratamiento de primera línea, ya que son más lubricantes que las gotas. Si la persona usa lentes de contacto, se prefiere un antibiótico con actividad anti-pseudomonas (ciprofloxacino, gentamicina o ofloxacino) y se debe suspender el uso de lentes de contacto hasta que la abrasión haya curado y el tratamiento con antibióticos haya terminado. Esto se debe a que los usuarios de lentes de contacto a menudo están colonizados con Pseudomonas aeruginosa, lo que puede causar perforaciones corneales y la subsiguiente pérdida permanente de la visión. 
Si el mecanismo de la lesión involucra lentes de contacto, uñas o materia orgánica/vegetal, la profilaxis antibiótica debe administrarse gotas tópicas de fluoroquinolona 4 veces al día, y una pomada de fluoroquinolona, generalmente ciprofloxacino, por la noche. Si la abrasión fue causada por otro mecanismo, el tratamiento recomendado incluye ungüentos antibióticos (eritromicina, bacitracina o bacitracina/polimixina B cada 2 ó 4 horas) o gotas de antibióticos, generalmente polimixina B y trimetoprim 4 veces al día. 

### Parches
Generalmente no se recomienda el parche para el ojo, ya que no ayudan con la curación o el dolor. Además, puede dar como resultado una disminución del suministro de oxígeno, un aumento de la humedad y una mayor probabilidad de infección. Otra medida que ya no se recomienda es el uso de midriáticos, que antes se usaban para aliviar el dolor causado por el espasmo de los músculos ciliares.

### Prevención de la recurrencia
La prevención es el mejor método para evitar la recurrencia de las abrasiones corneales. Las personas que trabajan con maquinaria peligrosa, metal, madera o productos químicos, y quienes realizan trabajos de jardinería o participan en ciertos deportes de contacto, deben usar lentes de protección. El tipo apropiado de lentes protectores depende de las circunstancias específicas, pero todos deben proporcionar protección, buena visibilidad y un ajuste cómodo. Algunos ejemplos incluyen lentes de policarbonato, lentes de seguridad de plástico, caretas y cascos para soldar. Específicamente, los soldadores deben usar un casco con un lente que bloquee la luz UV para evitar la queratitis por UV. Es importante notar que las personas con un ojo son especialmente vulnerables a las lesiones potencialmente encegecedoras, y deben prestar especial atención a la protección de sus ojos. En estos casos, los lentes protectores pueden garantizar cierto grado de seguridad y, al mismo tiempo, permitir que las personas participen en sus actividades diarias normales. 
Asegurar un ajuste apropiado del lente de contacto y el cumplimiento de la persona con las medidas de cuidado puede prevenir las complicaciones relacionadas con el lente de contacto. Como se ha indicado anteriormente, estos pueden causar daños mecánicos en la córnea y ser un factor de riesgo para el desarrollo de queratitis microbiana. Por lo tanto, se debe hacer énfasis en reducir la contaminación de los lentes utilizando soluciones desinfectantes efectivas, así como lentes de contacto y estuches antimicrobianos. Es importante evitar nadar con lentes de contacto, ya que esto aumenta la frecuencia de las infecciones bacterianas, principalmente de Staphylococcus epidermidis y otros organismos que se encuentran en el agua contaminada. Finalmente, las personas que usan lentes de contacto también pueden evitar traumas tanto mecánicos como infecciosos al no usar los contactos más allá de la duración de su uso previsto.